# Siluriformes
Els siluriformes o peixos gat (Siluriformes) constitueixen un ordre de peixos osteïctis. Tenen una distribució cosmopolita: viuen, tret de dues famílies, a les aigües dolces de tots els continents (sobretot de l'Amèrica Central, Amèrica del Sud, Àsia, Àfrica i Europa), llevat de l'Antàrtida. Són depredadors, però també mengen substàncies vegetals.
Com a grup ampli que són tenen una morfologia i dimensions diverses (algunes espècies poden assolir els 2,7 m de llargària total i els 293 kg de pes). Tenen una cadena d'ossets derivats de les vèrtebres que relacionen la bufeta natatòria amb el laberint auditiu. Cua homocerca. El primer radi de l'aleta dorsal i de les pectorals és una espina molt dura, de vegades dentada, que es relaciona amb glàndules verinoses, i sovint tenen una segona aleta dorsal adiposa. Tenen la pell nua o amb plaques òssies, però sense escates. Poden tindre fins a cinc parells de barbes de llargada variable, d'aquí la denominació de peix gat. Tenen òrgans de respiració accessoris connectats amb les brànquies.

## Taxonomia
L'ordre sol incloure les següents famílies:
- Akysidae
- Amblycipitidae
- Amphiliidae
- Anchariidae
- Ariidae
- Aspredinidae
- Astroblepidae
- Auchenipteridae
- Auchenoglanididae
- Austroglanididae
- Bagridae
- Callichthyidae
- Cetopsidae
- Chacidae
- Clariidae
- Claroteidae
- Cranoglanididae
- Diplomystidae
- Doradidae
- Erethistidae
- Heptapteridae
- Heteropneustidae
- Hypophthalmidae
- Ictaluridae
- Lacantuniidae
- Loricariidae
- Malapteruridae
- Mochokidae
- Nematogenyidae
- Olyridae
- Pangasiidae
- Parakysidae
- Pimelodidae
- Plotosidae
- Pseudopimelodidae
- Schilbeidae
- Scoloplacidae
- Siluridae
- Sisoridae
- Trichomycteridae

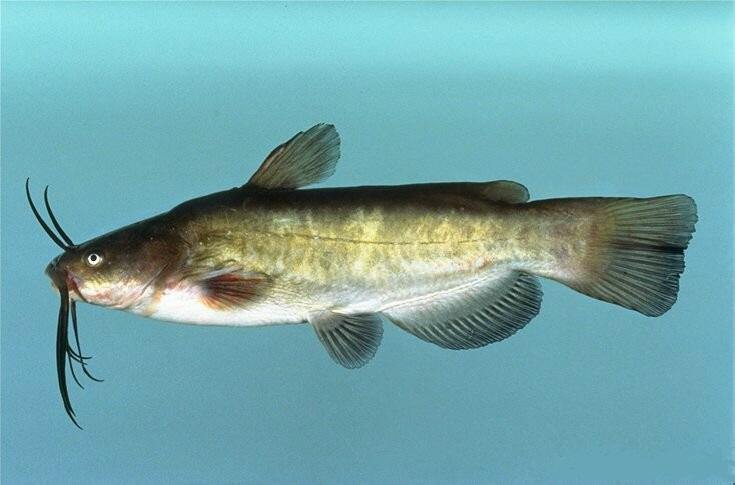
Ameiurus nebulosus
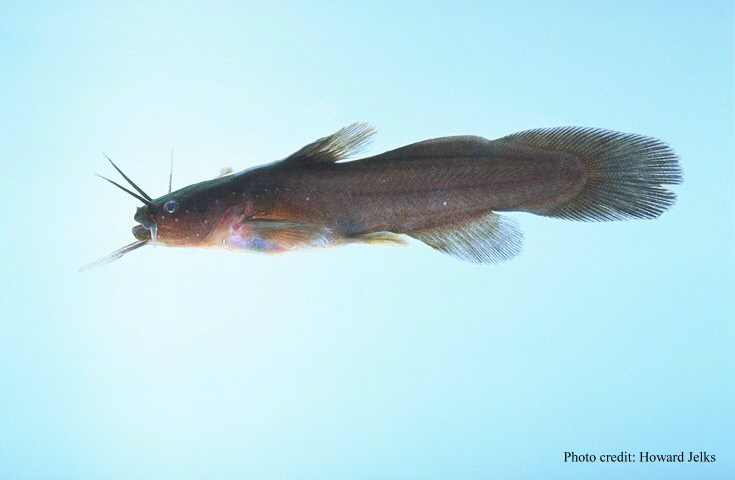
Noturus gyrinus
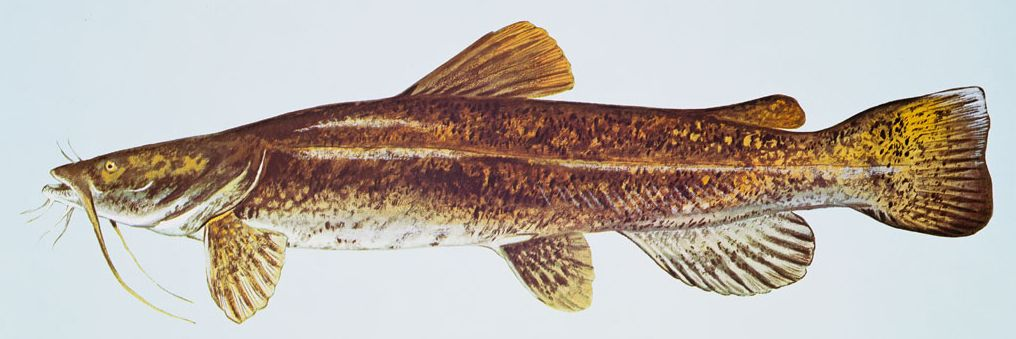
Pylodictis olivaris
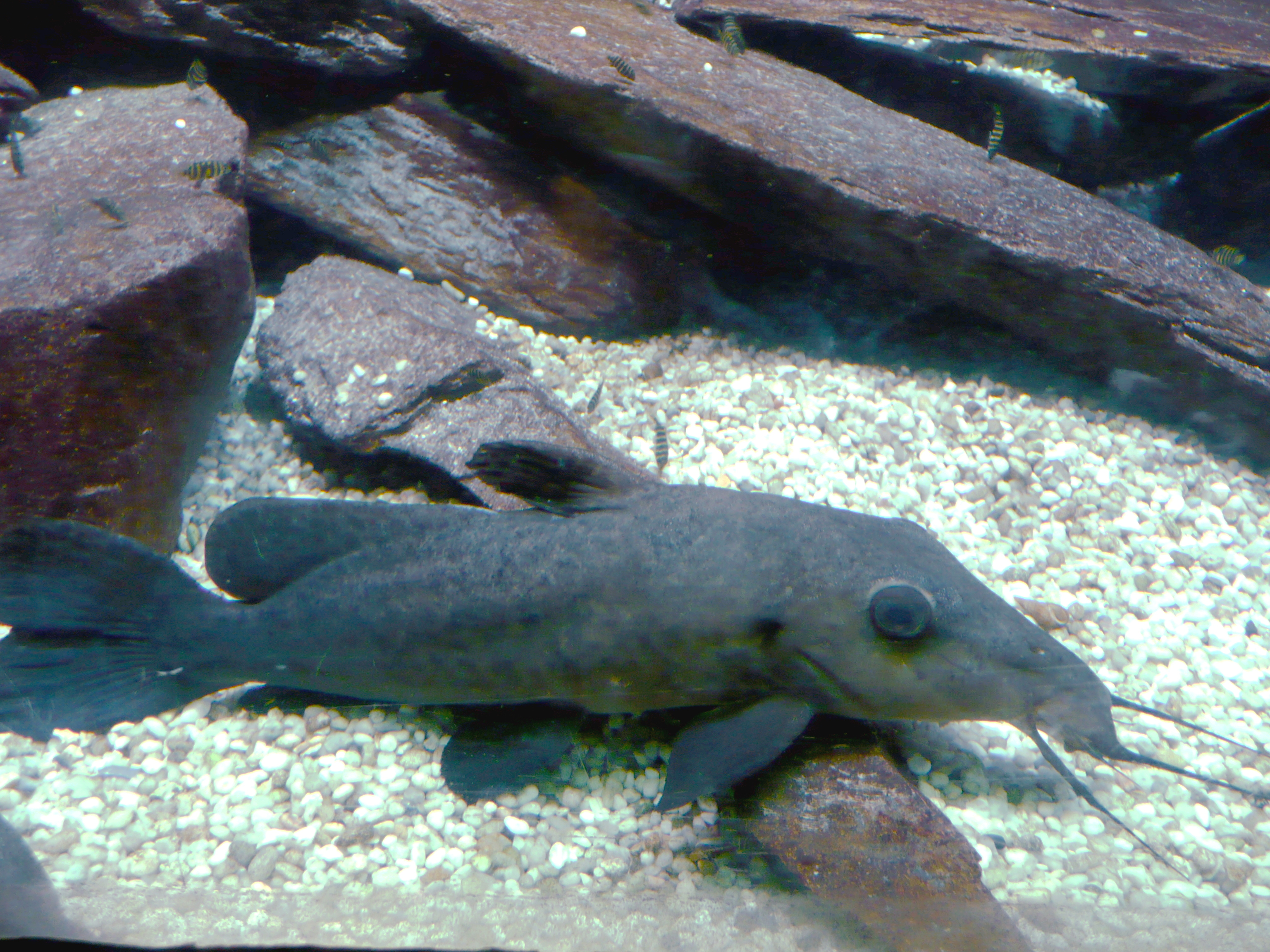
Auchenoglanis occidentalis
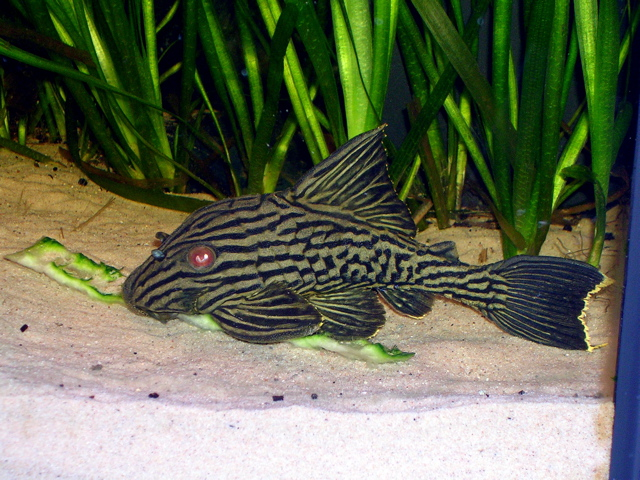
Panaque nigrolineatus
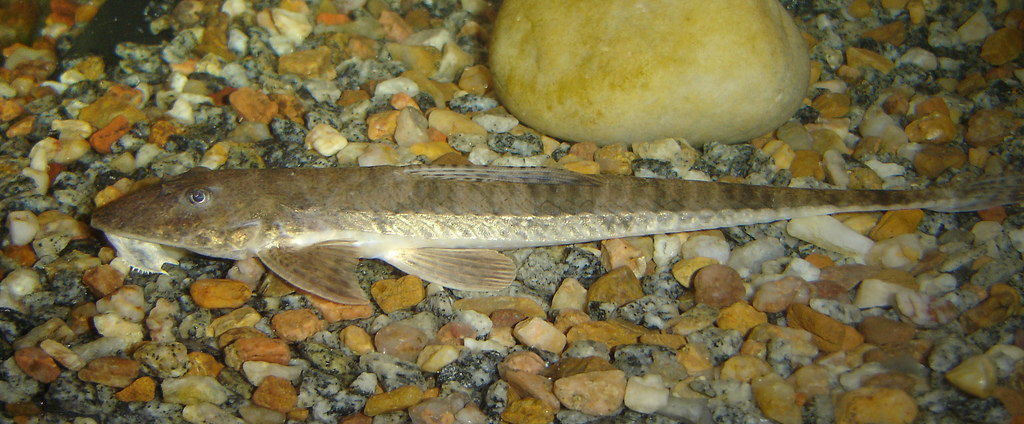
Rineloricaria longicauda
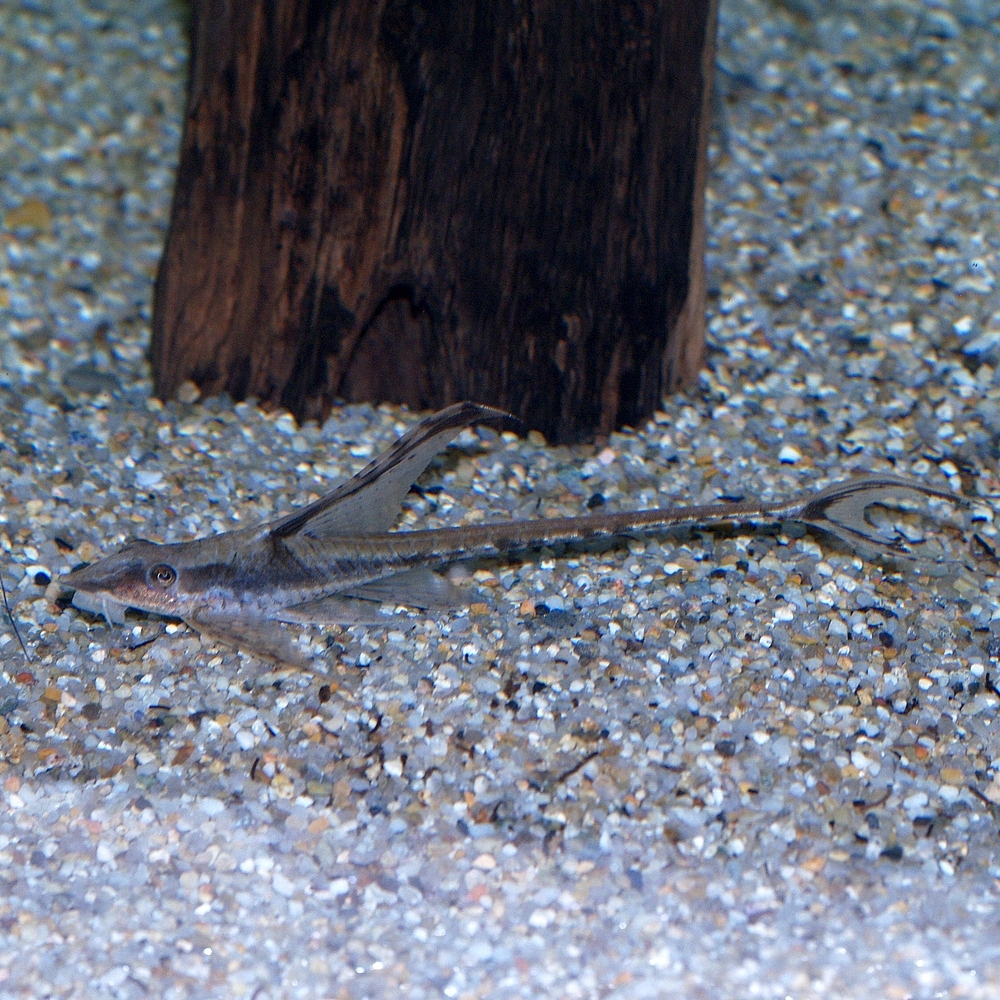
Sturisoma panamense
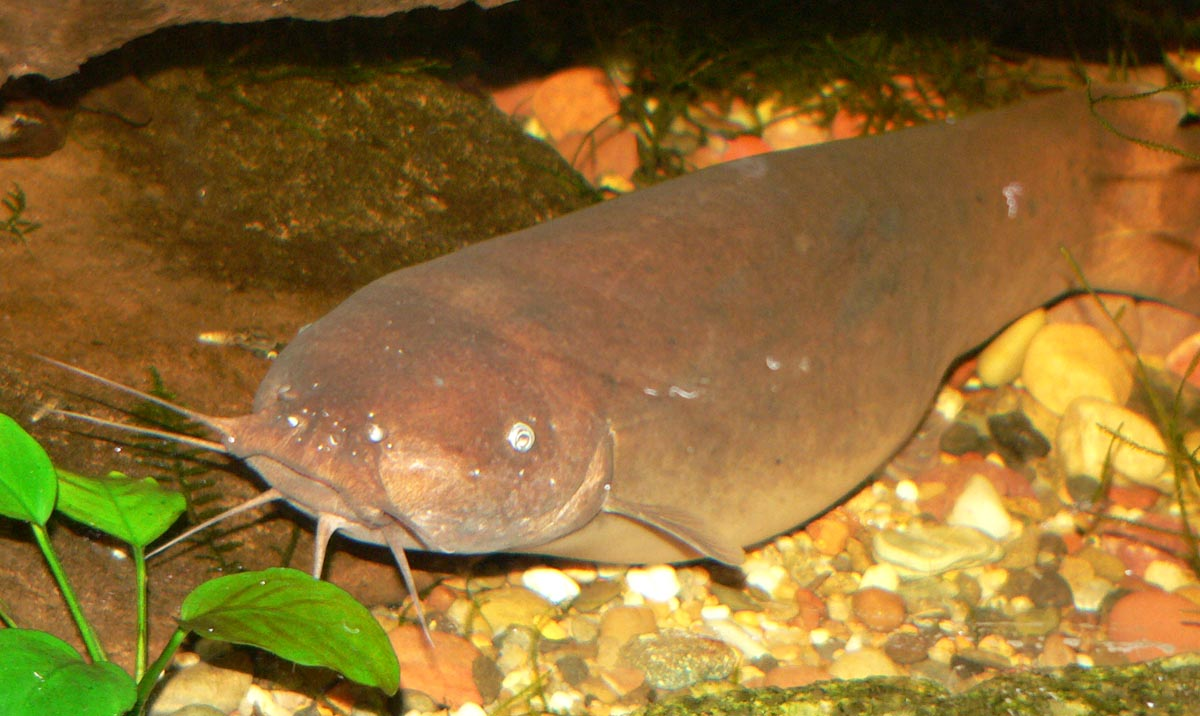
Malapterurus electricus
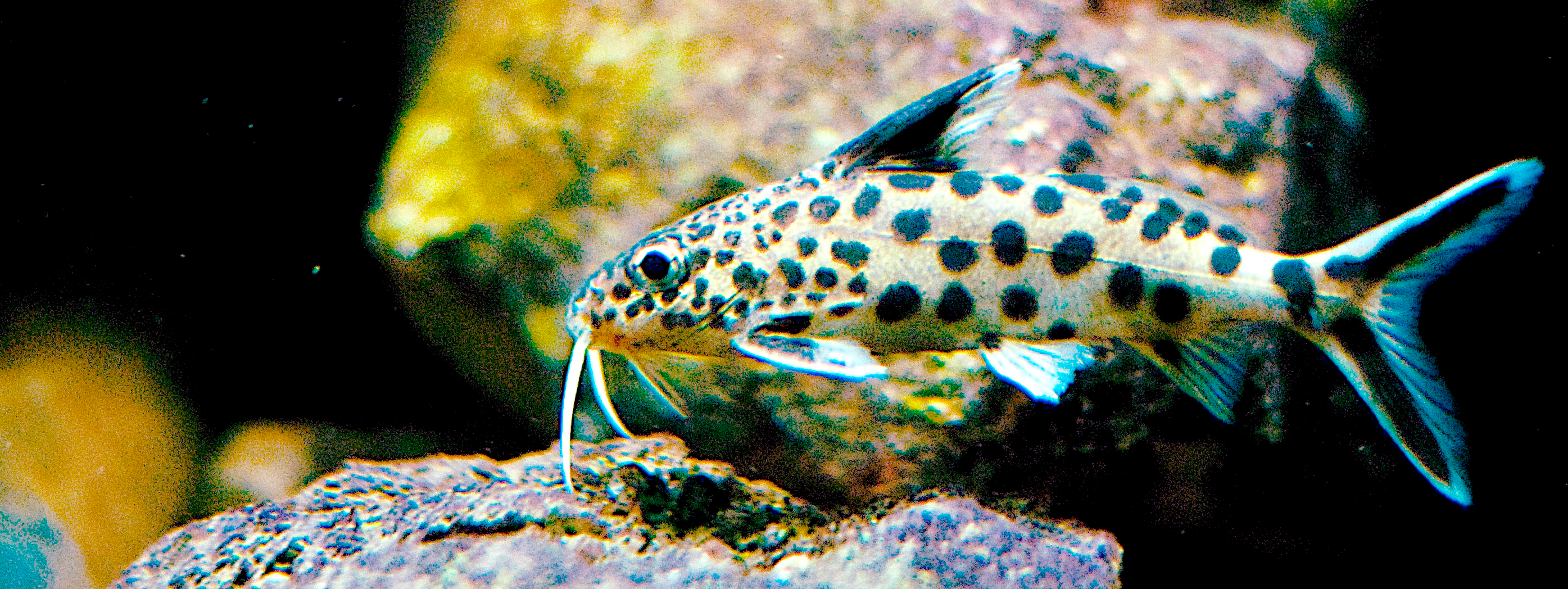
Synodontis multipunctatus
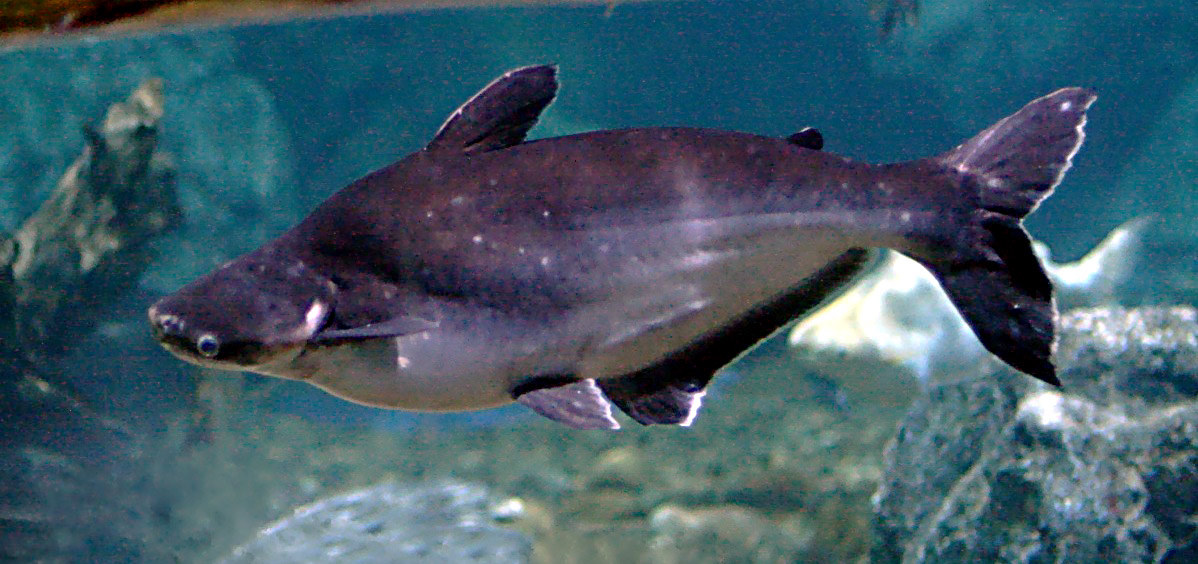
Pangasius hypophthalmus
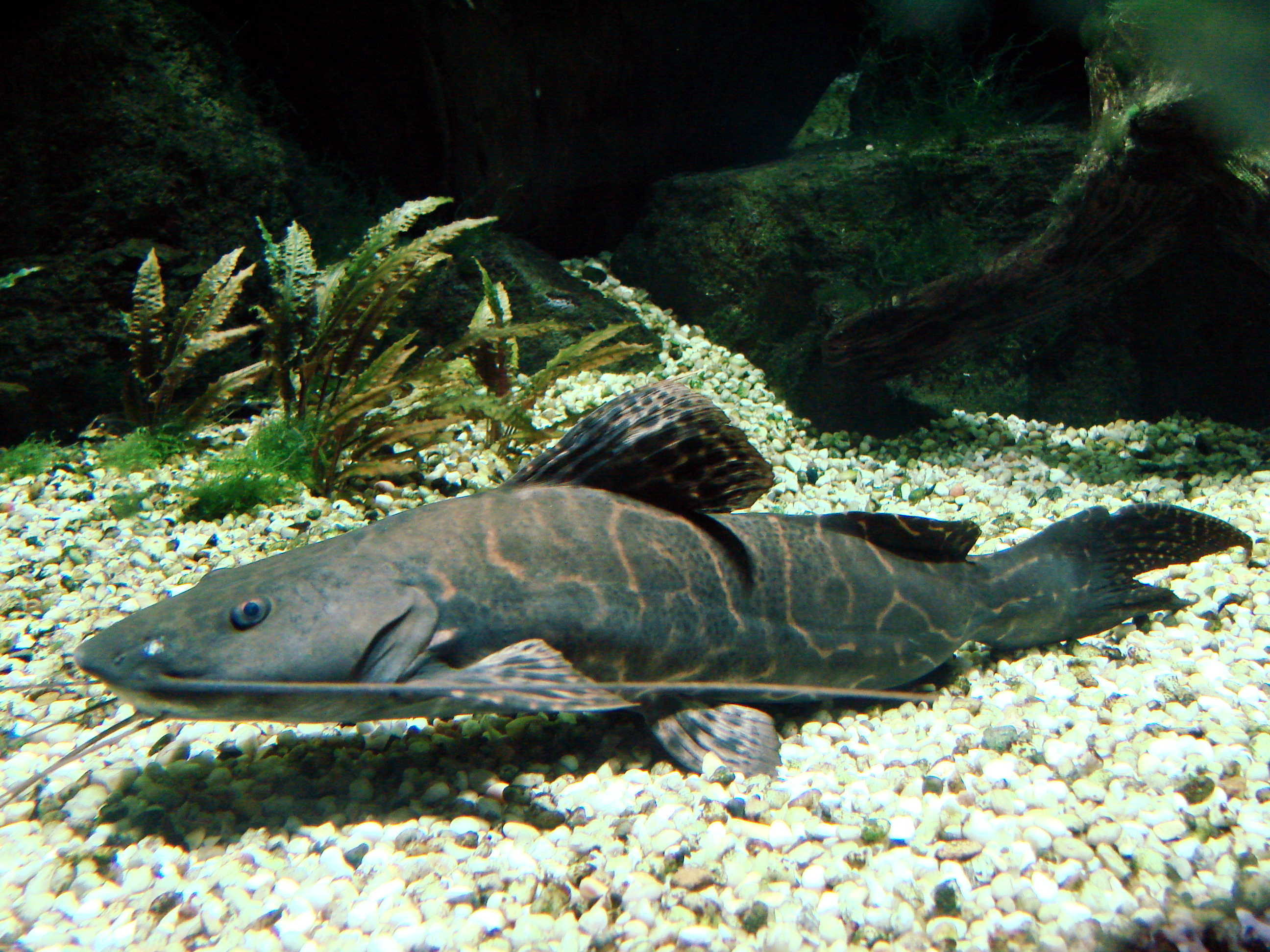
Perrunichthys perruno
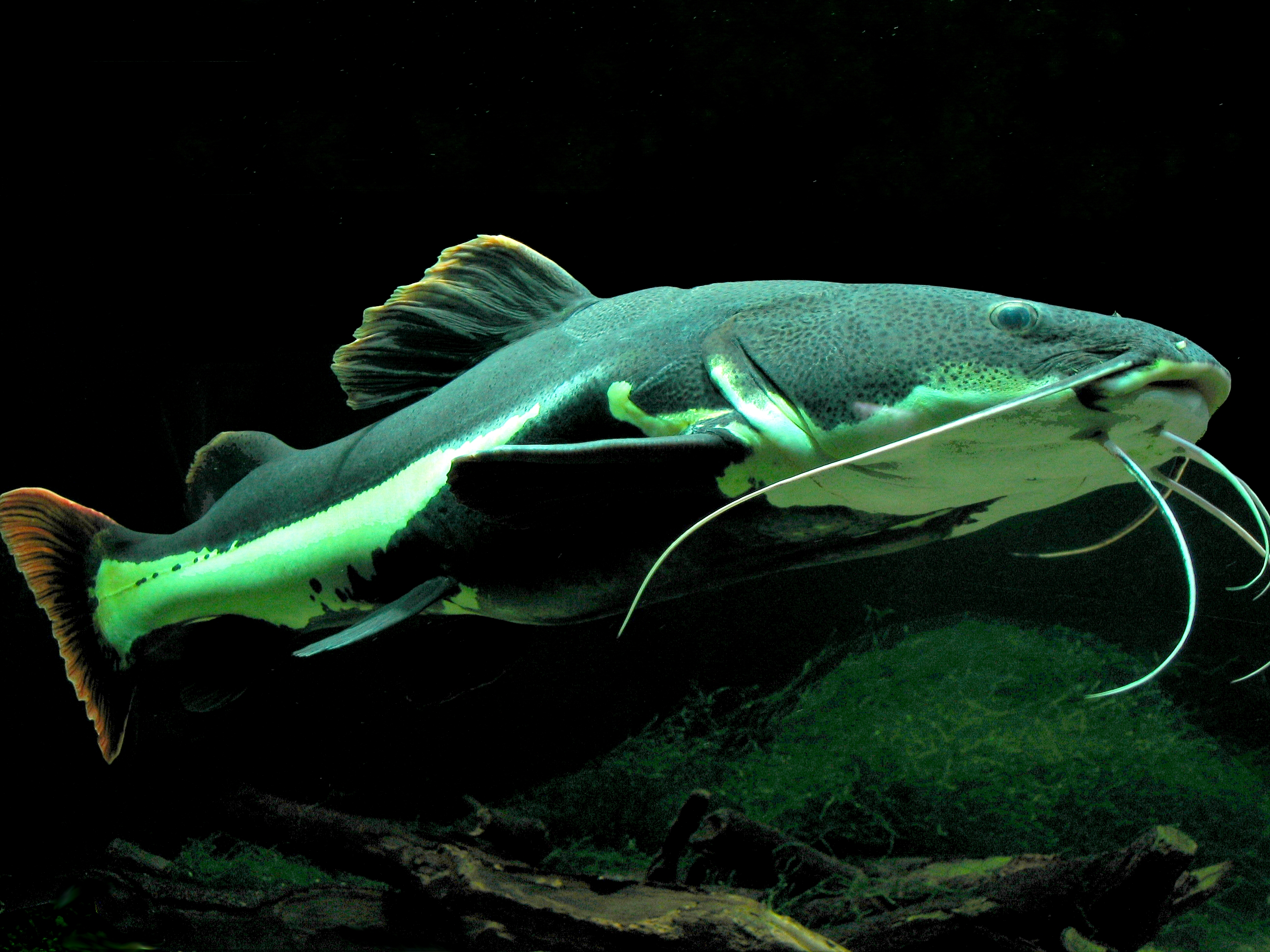
Phractocephalus hemioliopterus
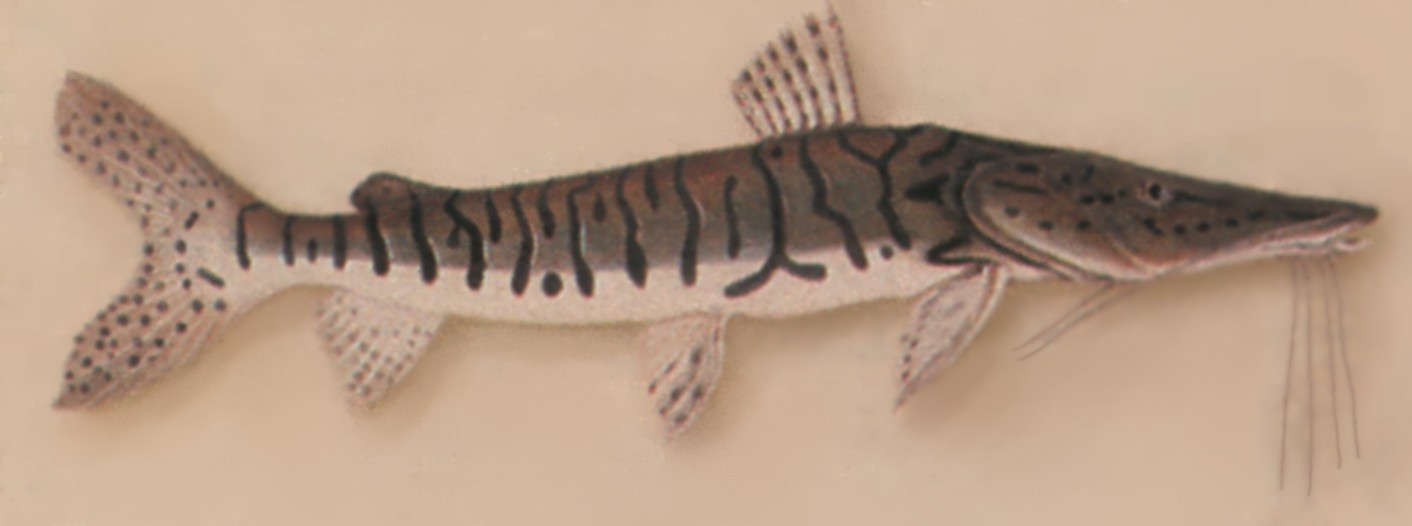
Surubim tacat (Pseudoplatystoma fasciatum)